# DSR-1狙擊步槍
DSR-1狙擊步槍是一系列由德国槍械製造商DSR-精密公司（英語：DSR-Precision GmbH）和優秀射手支隊隊員密切合作其共同研製、生產及銷售以及由德国AMP技術服務公司生產及銷售（直到2004年結束）的專門為警方神槍手所使用的緊湊型犢牛式狙擊步槍。該槍對狙擊手提出的各種要求都在實踐之中進行了研究試驗，並且已經被德國反恐特警單位GSG 9以及其他歐洲特種警察部隊和機構所採用，可發射7.62×51毫米北約／.308 Winchester、.300 Winchester Magnum（.300 Win Mag，7.62×67毫米）和.338 Lapua Magnum（.338 Lapua Mag，8.6×70毫米或8.58×70毫米）口徑步枪子彈。

## 設計細節
DSR-1狙擊步槍系統是一把並非由狩獵步槍或標準軍用步槍修改而成的專業狙擊步槍，使用了犢牛式設計，並且大量使用钛合金、鋁合金、高強度玻璃钢和工程塑料等現代化複合材料作為其製成材料，既減輕了其總重量又保證了武器的堅固性和可靠。鋁合金製造的機匣向前延伸形成帶散熱孔的槍管護罩，向後延伸連接槍托底板。從結構來說，直槍托、採用模塊化結構，各部件的組合非常合理。
由於沒有機械瞄具（照門及準星），必需利用機匣頂部的MIL-STD-1913戰術導軌上安裝日間／夜間光学狙擊鏡、紅點鏡、全息瞄準鏡、棱鏡式瞄準鏡、夜視鏡、热成像仪或其他戰術配件。機匣頂部有全長式的MIL-STD-1913戰術導軌，可折疊式兩腳架安裝在護木頂部的MIL-STD-1913戰術導軌以上（也就是槍管以上），位置可根據特射手的喜好作前後移動；水平前握把（下護木）是裝上在槍管護罩下方的兩根導軌（也就是槍管以下），位置並可作前後移動。
DSR-1具有一個完全可調節長度的槍托底板（英語：Buttplate）和調節位置與高度的托腮板。另外還有一個高度可調節的專用後腳架，可以通過微調後腳架的高度，令射手在在長時間狙擊任務之中觀察的時候放下DSR-1步槍休息，不需要一直使用肩窩抵緊槍托，減少肌肉疲勞；射擊時亦可提高其稳定性。
握把和兩個彈匣插座為一個整體塑料底座，安裝在機匣下方。手槍握把前端的大型扳機護環使其可以在戴上手套以下射擊。安裝在扳機護環前面的彈匣插座為備用彈匣插座，是為了隨DSR-1步槍多帶一個彈匣，並且減少重新裝填及／或更換彈種（例如穿甲彈）的時間；而手槍握把後面的彈匣插座才是供彈彈匣插座的，正如犢牛式的設計。
DSR-1的槍機是平台射手比賽等級，而能夠增加散熱效果及減輕重量的自由浮動式凹槽槍管以三根螺絲固定在機匣上，可快速更換以轉換口徑或拋棄損壞的槍管。
槍機有六個閉鎖鎖耳（英語：Lug），在進入槍管後端的閉鎖槽內直接閉鎖。槍管由帶散熱孔的槍管護罩保護及散熱，並且在槍口裝上制退器附件（這附件在發射火力強大的麦格农子弹時非常有用）。
扳機為兩道火型，而且可以調整扳機扣力。扳機護環上方的左右兩側皆有靈巧的三個位置旋柄式手動保險。標準型的DSR-1可以裝上戰術消聲器。
消聲器的設計可以配合DSR-1發射的火力強大的彈藥，它能夠有效地降低槍口焰。當然，它不能徹底地抑制超音速彈頭的槍聲，但仍然能夠有效地隱藏開火（子彈飛向目標）的方向。戰術消聲器可以通過大型快速裝拆槓桿在幾秒鐘內很方便地直接安裝在槍口制退器以上。
DSR-1狙擊步槍的預期精度很高：一些資料來源指出在搭配比賽等級的彈藥和有利的環境條件以下可以達到小於0.2角分（MOA）的準確度（在100码／91.4公尺／300英尺以從中心到中心測量的彈著群結果是0.20英寸／5毫米）。在2003年10月德國槍械雜誌Visier上的一篇關於DSR-1的報導文章提及使用DSR-1的原廠生產的彈藥進行射擊測試，暗示其具有不小的精度潛力。
| .308 Winchester子彈彈頭類型        | 100米彈著群 （毫米） | 100米彈著群 （角分） | 300米彈著群 （毫米） | 300米彈著群 （角分） |
| 羅格瑞士P式靶子型168格令空尖艇尾型 | 13                   | 0.45                 | 48                   | 0.55                 |
| 聯邦GM 168格令塞拉利昂比賽之王     | 14                   | 0.48                 | 55                   | 0.63                 |
| 澤利爾貝洛特168格令空尖艇尾型      | 15                   | 0.51                 | 52                   | 0.59                 |
| IMI 168格令比賽等級                | 13                   | 0.44                 | 52                   | 0.59                 |
| .300 Winchester Magnum子彈彈頭類型 | 100米彈著群 （毫米） | 100米彈著群 （角分） | 300米彈著群 （毫米） | 300米彈著群 （角分） |
| 羅格瑞士P式靶子型200格令空尖艇尾型 | 13                   | 0.45                 | 38                   | 0.43                 |
| 澤利爾貝洛特168格令空尖艇尾型      | 14                   | 0.48                 | 45                   | 0.51                 |
| 薩科168格令空尖艇尾型              | 14                   | 0.48                 | 30                   | 0.34                 |

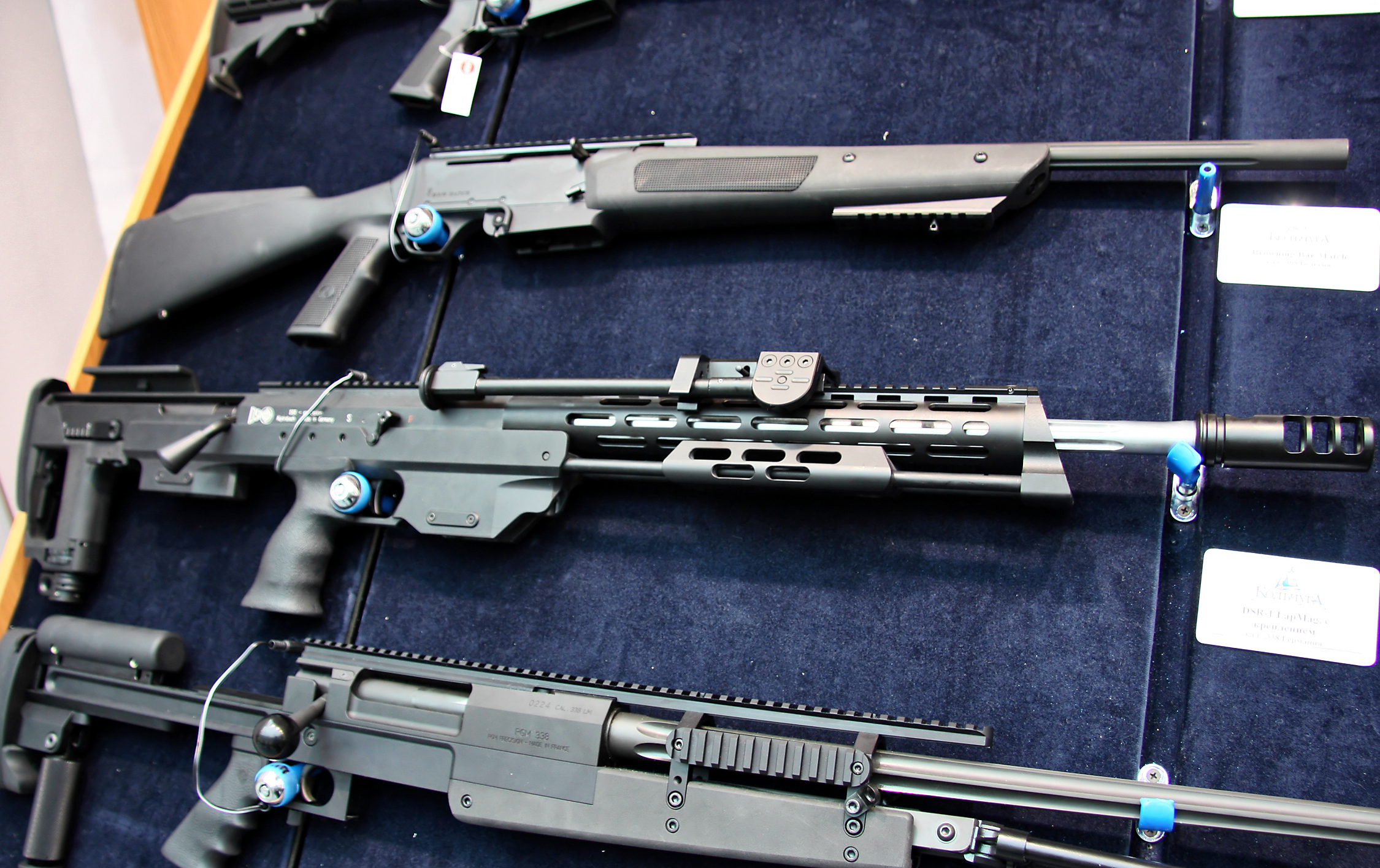
2010年武器及狩獵展（ARMS & Hunting 2010 exhibition）上展出的.338口徑DSR-1狙擊步槍展出槍（中）

5發組成的彈著群，在使用兩腳架輔助射擊和從中心到中心測量模式以下，由測試射手們進行射擊。從上表的資料顯示，使用原廠的目標型彈藥的DSR-1彈著散佈在0.34—0.63角分的範圍。如果DSR-1可以在更好的理想環境條件以下、使用特別為DSR-1量身定做手工子彈和／或沒有被Visier雜誌選中的測試射手體質是一個限制因素的話。在法國2001年11月槍械雜誌Armes & Tir的一篇關於DSR-1的報導文章當中，證實了德國Visier雜誌的結果。Armes & Tir的測試射手使用了.338 Lapua Magnum口徑的DSR-1和羅格靶子型子彈，並且可以在1,000公尺（1,093.61码，3,280.84英尺）的距離打出200×300毫米（0.69×1.03角分）的彈著群。

## 衍生型
DSR-1亞音速型（英語：DSR-1 Subsonic）是DSR-1的其中一種衍生型。DSR-1亞音速型為了以改進使用7.62×51毫米北約／.308 Winchester亞音速彈藥的彈道表現。具有一根長度縮短至310毫米（12.2英吋）並且裝上了不可從槍管上拆除的消聲器的短槍管。槍管的膛線纏距為203毫米（1：8英吋）右旋，特別是適應使用較長和較重彈頭的亞音速彈藥的穩定性。亞音速彈藥的裝藥數量減少，以保持子彈的速度（300米／秒—320米／秒）低於音速（〜340米／秒）。彈頭在亞音速以下，可以避免因為發射標準彈藥而產生的超音速音爆。生產商建議DSR-1亞音速型發射由原廠生產的亞音速彈藥。
而DSR-50狙擊步槍是DSR-1的加大衍生型。它裝有內置於槍托內部的液壓緩衝減震系統和不可拆除的制退器。會向前排出壓縮氣體的制退器，也同時用作降低可看見的槍口焰的線性補償器。正如其名，DSR-50所發射的子彈是明顯地比.338 Lapua Magnum（.338 Lapua，8.6×70毫米或8.58×70毫米）步枪子彈更大的12.7×99毫米（.50 BMG）北約口徑制式步槍子彈，也就是DSR-1系列步槍的最大口徑及膛室版本。.50 BMG口徑的狙擊步槍往往會被用作反器材步槍。

## 使用國
| 國家     | 組織名稱                                                 |
| -------- | -------------------------------------------------------- |
| 奥地利   | 奧地利聯邦內務部眼鏡蛇作戰司令部                         |
| 丹麦     | 丹麥國防軍特種部隊單位                                   |
| 爱沙尼亚 | 愛沙尼亞刑事警察K-突擊隊                                 |
| 德国     | 德國聯邦警察GSG 9、特別行動突擊隊                        |
|          | 特種部隊單位                                             |
| 拉脫維亞 | 拉脫維亞武裝部隊                                         |
| 盧森堡   | 大公國警察特別單位                                       |
| 马来西亚 | 马来西亚皇家空军特種空勤團、马来西亚皇家海军特种作战部队 |
| 西班牙   | 西班牙國家警察部隊特別行動組                             |
| 中華民國 | 中華民國陸軍                                             |

## 流行文化

### 电影
- 2015年—：由一名神射手用在巴塞羅那的鄉村莊園的交火當中。

### 电子游戏
- 2007年—《Paperman》：命名為「DSR-1」。
- 2007年—《穿越火線》：命名為「DSR-1」，奇怪的被改為半自動射擊模式。更换弹匣时会将前方备用弹夹装进后方弹匣插口再另外更换备用弹匣。
- 2007年—：命名為「DSG-1」，外型部份受HK PSG1影響。奇怪的是使用直拉式槍栓，使用機械瞄具時為半自動射擊模式，肩射時則為手動射擊模式。
- 2007年—：只在單人模式之中登場，4發彈匣，只在Xbox 360、PlayStation 3版出現。
- 2007年—《魅影小隊》：命名為「SR308」，Level 85時解鎖。
- 2008年—《戰地之王》：命名為「DSR-1」，機動性十分良好(好切槍)，適合短程。
- 2008年—：命名為「DSR-1」，發射.300溫徹斯特麥格農子彈。
- 2009年—《俠盜獵車手：夜生活之曲》：命名為「先進狙擊步槍」，以10發可拆卸式彈匣供彈，具有獨特的綠色分划瞄準鏡，聯機模式時發射爆炸性子彈。
- 2011年—：命名為「DSG-1」，外型部份受HK PSG1影響。奇怪的是繼承前作的使用直拉式槍栓，以及本作的發射.405口徑子彈和使用6發彈匣供彈。
- 2011年—《特種部隊Online》：
  - 2011年11月樂透槍：戰神MARS DSR-1。
  - 2012年7月推出原版DSR-1。
- 2012年—《战争前线》：命名为“AMP DSR-1”，为狙击手专用武器，以5发弹匣供彈，专家解锁，可以改装枪口配件（通用消音器、狙击枪消音器、狙击枪制退器）以及瞄准镜（狙击枪5.5x瞄准镜、狙击枪4.5x中程瞄准镜、狙击枪4x短程瞄准镜、狙击槍5x快速瞄准镜），视为自带双脚架。
- 2013年—：命名為「DSG-1」，外型部份受HK PSG1影響。奇怪的是繼承前作的使用直拉式槍栓，以及本作的發射.405口徑子彈和使用6發彈匣供彈。
- 2014年—：命名為“Sentinel SR-1”，載彈量8發，攜彈量為32發。
- 2017年—：因版權問題命名為“SR-1”，可在單人遊戲及（Ghost war）模式中使用，為遊戲後續更新內容，是4 vs 4的多人網上連線模式，“SR-1”為狙擊手兵種的專用武器，載彈量5發，攜彈量為45發。
- 2019年—《明日之后-末日生存》：综合等级达到70级即可使用，需要由配方研究台消耗160配方残页和1000金条才可抽出。有普通，雨战先锋，雪地精英和典藏版四个涂装。
- 2021年—《戰地風雲2042》：命名為「DSR - 1」，Level 24時解鎖。
- 2024年—《絕地求生M》：命名為「DSR」，為較稀有槍枝，對戰中可於商店購買，或在空投箱、密室拾取。

### 生存遊戲用途
- 2016年在台灣擬真玩具槍界中，Ares DSR-1號稱仍能從使用6毫米圓形塑膠BB彈，並且用瓦斯氣體推進狀態下，達成30公尺 ，23毫米的彈著散佈。

## 資料來源
1. 1 2 3  .   [2011-11-13]. （原始内容存档于2007-10-24）.
2. 1 2 3  .   [2011-11-13]. （原始内容存档于2012-03-22）.
3. ↑   (PDF).   [2011-11-13]. （原始内容 (PDF)存档于2006-09-26）.
4. ↑  .   [2020-04-18]. （原始内容存档于2019-12-05）.
5. ↑  . USP.lu - Unofficial Website of Unité Spéciale, Officially Endorsed. 2008  [2009-10-13]. （原始内容存档于2011-07-22） （法语）.
6. ↑   (PDF). RAIDS Magazine. March 2006  [2009-09-23]. （原始内容 (PDF)存档于2011-07-22） （法语）.
7. ↑  . Spanish National Police Corps.   [2010-06-11]. （原始内容存档于2009-06-06） （西班牙语）.

## 外部連結
- （英文）—DSR-precision GmbH company website
- （英文）—DSR 1 product information folder
- （英文）—Modern Firearms—
  - （英文）—DSR-precision DSR 1 sniper rifle
  - （英文）—DSR-Precision DSR 50 sniper rifle
  - （英文）—Erma SR-100
- （英文）—DSR-1 Bullpup Sniper System: Compact, Modular and Ultra-Accurate at defensereview.com（页面存档备份，存于）
- （英文）—Tactical-Life.com—AMP DSR No. 1 .338 Lapua Mag（页面存档备份，存于）
- （英文）—DSR-1（页面存档备份，存于）
- （英文）—AMP Tecnical Services DSR-1
- （英文）—Star Defense—The German Sniper Rifle DSR-1
- （英文）—YouTube上的DSR-1 Sniper rifle (AMP Technical Services)
- （英文）—YouTube上的AATV Video Review: ARES DSR-1
- （简体中文）—槍炮世界 —AMP DSR-1狙击步枪（页面存档备份，存于）
- （简体中文）—新浪军事—德国AMP的DSR-NO.1三支架狙击枪（页面存档备份，存于）
- （繁體中文）—Civilian Gunner—DSR-1（页面存档备份，存于）